# بنای یادبود گریبایدوف (مسکو)
بنای یادبود گریبوئف — تصویر مجسمه‌ای از درام‌نویس الکساندر سرگئیویچ گریبایدوف در مسکو، در آغاز بلوار چیستاپرودنی، نزدیک خروجی ایستگاه متروی هم‌نام.

## تاریخچه
در سال ۱۹۱۸، بر اساس برنامهٔ تبلیغات عظیم، در مکانی که اکنون بنای یادبود گریبوئف قرار دارد، بنای یادبودی برای ایدئولوگ آنارشیسم روسیه، میخائیل باکونین، نصب شد که بر اساس طرح مجسمه‌ساز M. Kovalev ساخته شده بود. این یادبود به سبک انتزاعی-آینده‌گرایانه اجرا شده بود، اما نتیجهٔ بسیار ناموفقی داشت. گفته می‌شود که وقتی تنها بخشی از داربست‌های آن برداشته شد، اسب‌های کالسکه‌رانان مسکو از آن می‌ترسیدند. آنارشیست‌ها تظاهراتی برگزار کردند و خواستار برداشتن یادبود شدند، و کارگران نیز مقاله‌ای خشمگین با عنوان «این عروسک را بردارید!» در روزنامه نوشتند. در نتیجه، این یادبود بسیار سریع برداشته شد.
بنای یادبود کنونی در سال ۱۹۵۹، به مناسبت صدمین سی‌وسومین سالگرد مرگ تراژیک نویسنده، نصب شد. انتخاب محل تصادفی نبود، زیرا الکساندر سرگئیویچ گریبوئف مدتی در چند دقیقه پیاده‌روی از این مکان زندگی می‌کرد — در خانه شماره ۴۲ خیابان میاسنیتسکایا.